# Falling Uphill
 (janvier 2024).
Si vous disposez d'ouvrages ou d'articles de référence ou si vous connaissez des sites web de qualité traitant du thème abordé ici, merci de compléter l'article en donnant les références utiles à sa vérifiabilité et en les liant à la section « Notes et références ».
Albums de Lillix
Inside the Hollow
Falling Uphill est le premier album du groupe féminin canadien Lillix, sorti le 27 mai 2003.
Le premier single de cet album est It's About Time.

## Liste des titres
1. "Tomorrow"   	Lacey-Lee Evin, Linda Perry, Louise Burns, Tasha-Ray Evin 	3:44
2. "Quicksand"   	Burns 	3:46
3. "It's About Time"   	Graham Edwards, L. Evin, Lauren Christy, Burns, Scott Spock, T. Evin 	3:41
4. "Dirty Sunshine"   	Edwards, L. Evin, Christy, Burns, Spock, T. Evin 	3:17
5. "Sick"   	L. Evin, T. Evin 	3:37
6. "Invisible"   	L. Evin 	3:44
7. "24/7"   	T. Evin 	3:58
8. "Because"   	T. Evin 	2:26
9. "Promises"   	T. Evin 	3:22
10. "Fork in the Road"   	L. Evin 	3:11
11. "Lost and Confused"   	Burns 	3:16
12. "What I Like About You"   	Jimmy Marinos, Mike Skill, Wally Palamarchuk 	2:47
13. "Blind" (bonus)

## Charts
- Japon: #14